# Кубок мира по горному бегу 2000

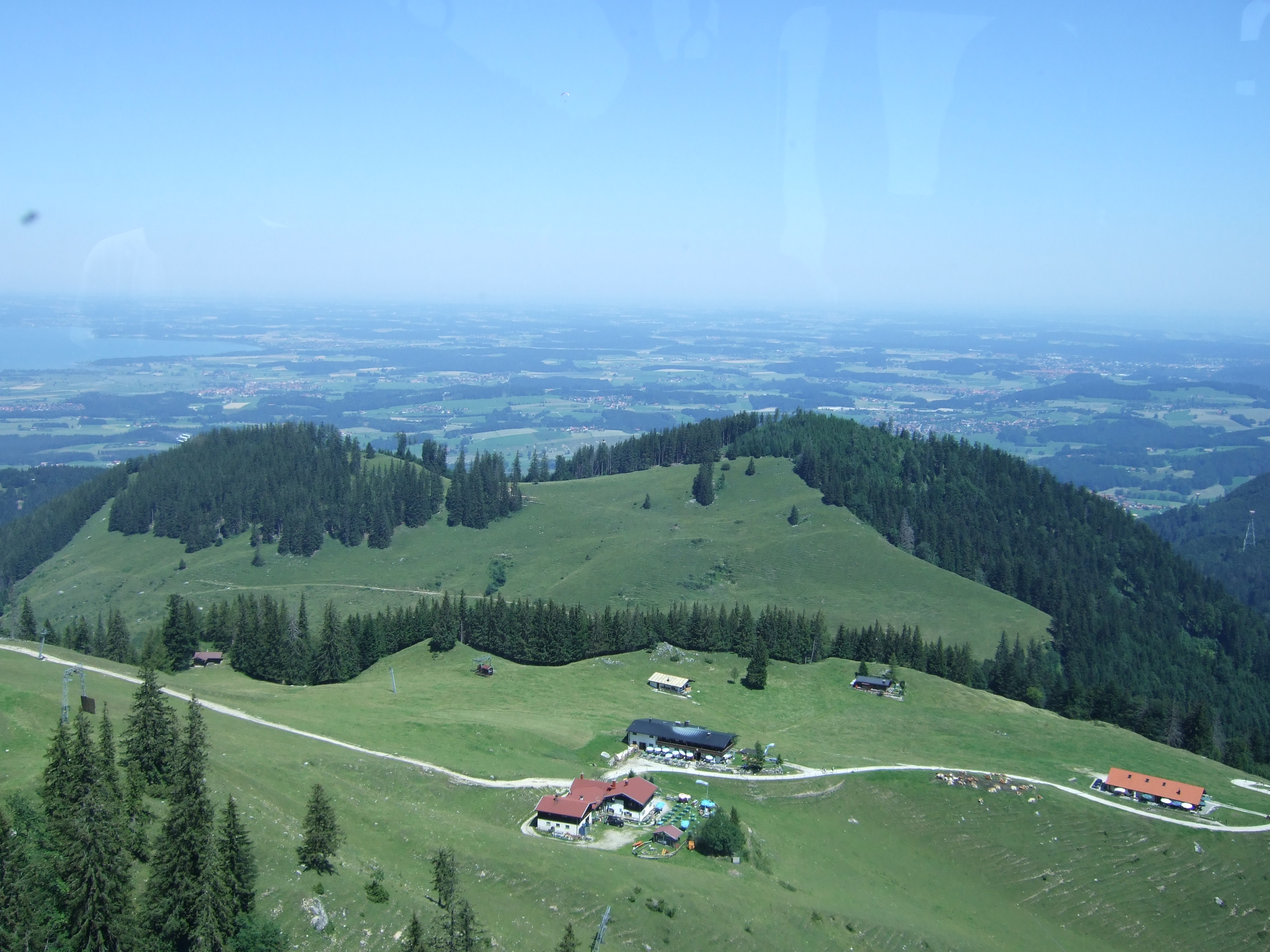
Склон горы Хохфельн.

16-й Кубок мира по горному бегу прошёл 9 и 10 сентября 2000 года в баварском городе Берген (Германия). Участники соревновались в дисциплине горного бега «вверх». Разыгрывались 8 комплектов наград: по четыре в индивидуальном и командном первенствах (мужчины, женщины, юниоры и юниорки до 20 лет). Среди юниоров могли выступать спортсмены 1981 года рождения и моложе.
Старт мужской дистанции находился непосредственно в Бергене, женщины и юниоры начинали борьбу на этой трассе ближе к финишу. Все забеги заканчивались на вершине горы Хохфельн (горный массив Альпы Химгау) на высоте 1674 метра над уровнем моря. Трасса была известна многим участникам — в прежние годы здесь проводился этап Гран-при по горному бегу International Hochfelln Berglauf.
Забеги прошли в тёплую и солнечную погоду. На старт вышли 314 бегунов (131 мужчина, 75 женщин, 70 юниоров и 38 юниорок) из 28 стран мира. Каждая страна могла выставить до 6 человек в мужской забег, до 4 человек — в женский и юниорский и до 3 человек — среди юниорок. Сильнейшие в командном первенстве определялись по сумме мест четырёх лучших участников у мужчин, трёх лучших — у женщин и юниоров, двух лучших — у юниорок.
Впервые в 16-летней истории Кубка мира по горному бегу сборная Италии не выиграла ни одной индивидуальной медали. Её лучшим результатом стали четвёртые места в забегах юниоров и юниорок. Тем не менее, высокая плотность результатов позволила бегунам с Апеннин завоевать три командных золота и одно серебро и в очередной раз первенствовать в медальном зачёте.
Среди юниорок победу одержала француженка Элиза Марко, опередившая на 15 секунд двух других призёров. Небай Хабтегиоргис из Эритреи стал чемпионом среди юниоров и помог своей команде занять второе место в командном первенстве. Таким образом, впервые в истории турнира медали завоевали представители Африки.
Спустя 10 лет золото в женском забеге завоевала легкоатлетка из Шотландии. Успех Беверли Редферн повторила Анджела Мудж, в упорной борьбе оказавшаяся сильнее призёров Кубка Европы 2000 года. Серебряный призёр континентального первенства Биргит Зоннтаг вновь осталась на втором месте с отставанием в 19 секунд, а чемпионка Изабела Заторская финишировала третьей в 47 секундах от Мудж.
Мужской забег за явным преимуществом выиграл Джонатан Уайатт из Новой Зеландии, опередивший серебряного призёра более чем на 2 минуты. Уайатт вернул себе чемпионский титул, который годом ранее уступил итальянцу Марко Де Гаспери. Де Гаспери также выступал в Бергене, но финишировал только 17-м; две своих победы он одержал на трассах «вверх-вниз», а второй подряд Кубок мира с профилем «вверх» закончил далеко от пьедестала.

## Призёры
Курсивом выделены участники, чей результат не пошёл в зачёт команды.

### Мужчины
| Дисциплина                           | Золото | Золото   | Серебро | Серебро | Бронза | Бронза   |
| ------------------------------------ | --- | -------- | --- | ------- | --- | -------- |
| 11,6 км перепад высот: +1204 м       | Джонатан Уайатт Новая Зеландия                                                                                     | 47.29    | Ханс Коглер Австрия                                                                                         | 49.48   | Алексис Же-Фабри Швейцария                                                                                    | 50.16    |
| 11,6 км (команды)                    | Италия · Серджио Кьеза · Массимо Галлиано · Антонио Молинари · Роберто Каландро · Марко Де Гаспери · Давиде Милези | 46 очков | Австрия · Ханс Коглер · Хельмут Шмук · Александр Ридер · Рудольф Райтбергер · Франц Энгль · Геральд Хабисон | 53 очка | Новая Зеландия · Джонатан Уайатт · Аарон Стронг · Саймон Мондер · Каллум Харланд · Майкл Уэйклин · Рион Ролло | 76 очков |
| Юниоры 8,9 км перепад высот: +1074 м | Небай Хабтегиоргис Эритрея                                                                                         | 44.08    | Флориан Хайнцле Австрия                                                                                     | 44.48   | Томаш Клиш Польша                                                                                             | 46.31    |
| Юниоры 8,9 км (команды)              | Италия · Алессандро Тонаццини · Маттео Масси · Джонни Каттанео · Марко Аймо-Бот                                    | 15 очков | Эритрея · Небай Хабтегиоргис · Гаим Берхане · Текле Менгистаб · Хабтай Кифлесион                            | 41 очко | Чехия · Петр Гудек · Роман Гаудел · Петр Пехек · Либор Эрбен                                                  | 49 очков |

### Женщины
| Дисциплина                           | Золото                                                                        | Золото   | Серебро                                                                                  | Серебро  | Бронза                                                                 | Бронза   |
| ------------------------------------ | ----------------------------------------------------------------------------- | -------- | ---------------------------------------------------------------------------------------- | -------- | ---------------------------------------------------------------------- | -------- |
| 8,9 км перепад высот: +1074 м        | Анджела Мудж Шотландия                                                        | 49.24    | Биргит Зоннтаг Германия                                                                  | 49.43    | Изабела Заторская Польша                                               | 50.11    |
| 8,9 км (команды)                     | Новая Зеландия · Мелисса Мун · Меган Эдхаус · Карен Мёрфи · Карлин Макдональд | 25 очков | Италия · Матильда Равицца · Пьеранджела Баронкелли · Флавия Гавильо · Розита Рота-Гельпи | 27 очков | Германия · Биргит Зоннтаг · Гудрун Де Пай · Штефани Бусс · Эллен Шёнер | 28 очков |
| Юниорки 4,5 км перепад высот: +604 м | Элиза Марко Франция                                                           | 29.05    | Крис Тай Новая Зеландия                                                                  | 29.20    | Леа Феч Швейцария                                                      | 29.20    |
| Юниорки 4,5 км (команды)             | Италия · Адель Монтонати · Элиза Деско · Лара Де Фавери                       | 12 очков | Франция · Элиза Марко · Орелия Тизон                                                     | 15 очков | Германия · Зузанне Рекнагель · Лиза Райзингер · Катарина Вальтер       | 17 очков |

## Медальный зачёт
Медали завоевали представители 10 стран-участниц.
 Принимающая страна
| Место | Страна         | Золото | Серебро | Бронза | Всего |
| ----- | -------------- | ------ | ------- | ------ | ----- |
| 1     | Италия         | 3      | 1       | 0      | 4     |
| 2     | Новая Зеландия | 2      | 1       | 1      | 4     |
| 3     | Франция        | 1      | 1       | 0      | 2     |
| 3     | Эритрея        | 1      | 1       | 0      | 2     |
| 5     | Шотландия      | 1      | 0       | 0      | 1     |
| 6     | Австрия        | 0      | 3       | 0      | 3     |
| 7     | Германия       | 0      | 1       | 2      | 3     |
| 8     | Польша         | 0      | 0       | 2      | 2     |
| 8     | Швейцария      | 0      | 0       | 2      | 2     |
| 10    | Чехия          | 0      | 0       | 1      | 1     |
| Всего | Всего          | 8      | 8       | 8      | 24    |